# ネムキ
『ネムキ』は、朝日ソノラマ及び朝日新聞出版が発行していた日本の少女向け漫画雑誌。隔月刊（奇数月刊）で、発売日は刊行月の前々月（偶数月）13日。2013年1月号（2012年12月発売）をもって終刊した。
『眠れぬ夜の奇妙な話』の誌名で創刊され、Vol.17（1994年01月発売）から誌名を省略して『ネムキ』となった。キャッチフレーズは「オモシロ不思議いっぱいの少女コミック誌」で、対象読者は中学生から「普通の漫画に飽きたオトナ」まで。

## 概要
1990年、朝日新聞社の子会社である朝日ソノラマが出版していたホラー漫画雑誌『月刊ハロウィン』の増刊号として創刊された。途中で誌名を『眠れぬ夜の奇妙な話 ネムキ』に変更し、『月刊ハロウィン』本体が休刊後も『ほんとにあった怖い話』の増刊として継続した。
1996年、同年5月号（通巻31号）から隔月刊誌として独立創刊。その後、誌名を『ネムキ』と変更した。ホラー作品を中心にファンタジーやSFなど幅広いジャンルの作品が掲載された。
2007年9月、朝日ソノラマが会社清算となるが、権利を引き継いだ朝日新聞社の出版本部が発行を継続した。2008年4月、朝日新聞社出版本部が朝日新聞出版として分社化されると同社の発行となった。
2012年12月、同月発売の2013年1月号をもって終刊する事が発表された。2013年4月、朝日新聞出版が新たに『Nemuki＋』（ネムキプラス）を創刊、今市子の『百鬼夜行抄』などネムキ連載作品の一部が引き継がれた。

## 執筆陣
（括弧内は作品例）
- 今市子（百鬼夜行抄）
- 伊藤潤二（死びとの恋わずらい、怪奇カンヅメ）
- 川原由美子（観用少女：プランツ・ドール、ななめの音楽）
- JET（螺旋のアルルカン、綺譚倶楽部）
- 波津彬子（雨柳堂夢咄）
- 諸星大二郎（栞と紙魚子、トゥルーデおばさん グリムのような物語）
- オオノサトシ（墨野ん家の事情）
- TONO（チキタ★GuGu、コーラル-手のひらの海-）
- 篠原烏童（週末に会いましょう、Hold me tight、1/4×1/2）
- ますむらひろし（ギルドマ）
- 夢枕獏（キマイラ群狼変：イラスト天野喜孝）
- 浜田翔子（天使の群れ）
- 榎本ナリコ（時間の歩き方）
- 岩岡ヒサエ（星が原あおまんじゅうの森）
- 魚住かおる（悪霊退散大作戦）
- 松本英子（謎のあの店）
- 夢路キリコ（カラスの鳴かぬ日はあれど：原作れらく）
- うぐいすみつる（タコちゃんの青春シュビドゥバダ）
- BELNE（異端文書）
- オガツカヅオ（リャンちゃん、りんたとさじ）
- あららぎるるる（ぽくぽく）
- 吉沢ともこ（気楽なパルン）
- 吉川うたた（故郷は緑、くにのまほろば）
- 劇団イヌカレー（ポメロメコ）
- 林正之（極楽りんご）

そのほか
かまたきみこ、高橋葉介、星野之宣 、三原ミツカズ、大橋薫、加門七海、猪川朱美、フジタカヲリ、鷲巣義明、白土ゆうこ、笹公人、AYA、ほか。

## 映像化作品

### アニメ化
| 作品               | 放送年 | アニメーション制作 | 備考                                                                           |
| ------------------ | ------ | ------------------ | ------------------------------------------------------------------------------ |
| 死びとの恋わずらい | 2018年 | スタジオディーン   | オムニバス「伊藤潤二『コレクション』」の1作として 「四つ辻の美少年」がアニメ化 |

### 実写化
| 作品       | 放送年 | 制作 | 備考                                 |
| ---------- | ------ | ---- | ------------------------------------ |
| 百鬼夜行抄 | 2007年 | N/A  |                                      |
| 栞と紙魚子 | 2008年 | N/A  | タイトルは「栞と紙魚子の怪奇事件簿」 |

| 作品               | 公開年 | 配給                       | 備考 |
| ------------------ | ------ | -------------------------- | ---- |
| 死びとの恋わずらい | 2001年 | アートポート・アースライズ |      |